# Чоломбитько, Альбина Андреевна
Альбина Андреевна Чоломбитько (род. 19 ноября 2000 года) — российская самбистка и дзюдоистка. Призёрка чемпионата Европы по самбо. Дважды вице-чемпионка России. Мастер спорта России международного класса по самбо, мастер спорта России по дзюдо.

## Биография
Альбина родилась 19 ноября 2000 года. Начала свою карьеру в самбо и дзюдо в спортшколе Грайворонского района Белгородской области под руководством своего первого тренера Александра Черкашина. На данный момент представляет Свердловскую область и тренируется в спортивном клубе «Родина» (г. Екатеринбург).

## Спортивная карьера
В 2018 году Чоломбитько пришла третьей на взрослом кубке Европы по дзюдо в Оренбурге в весовой категории свыше 78 кг. Альбина имеет в активе две серебряные медали чемпионатов России по самбо 2019 и 2024 года. В 2024 году так же стала финалисткой кубка мира по самбо в Армении и бронзовой медалисткой чемпионата Европы по самбо, который прошёл в Сербии. В июне 2024 года стала финалисткой чемпионата России по пляжному самбо в весе свыше 72 кг.

## Спортивные результаты
Самбо:
- Взрослый уровень:
  - 2024 Чемпионат Европы — ;
  - 2019, 2024 Чемпионат России — ;
  - 2022, 2023 Чемпионат России — ;
  - 2023 Чемпионат России по пляжному самбо — ;[1]
  - 2021, 2022 Кубок России — ;[1]
  - 2023 Кубок России — ;[1]
  - 2024 Кубок мира — ;
  - 2024 Чемпионат России по пляжному самбо — ;

- Юниорский уровень:
  - 2019, 2020 Первенство России — ;[1]
  - 2019 Первенство мира — ;[1]
  - 2020 Первенство мира — ;[1]
  - 2023 Первенство России до 24 лет — ;[1]

- Кадетский уровень:
  - 2018 Первенство России — ;[1]
  - 2018 Первенство мира — ;[1]

Дзюдо:
- Взрослый уровень:
  - 2018 Кубок Европы (Оренбург) — ;

- Юниорский уровень:
  - 2019 Кубок Европы (Санкт-Петербург) — ;
  - 2019 Кубок Европы (Коимбра) — ;[7]